# Змея (шхуна, 1847)
«Змея» — парусная шхуна Каспийской флотилии Российской империи.

## Описание шхуны
Парусная деревянная шхуна водоизмещением 134 тонны, одна из четырёх шхун одноимённого типа. Длина шхуны между перпендикулярами составляла 20,4—20,42 метра, ширина — 6,4 метра. Вооружение судна состояло из четырёх пушек.

## История службы
Парусная шхуна «Змея» была заложена в 1847 году в Або, в том же году судно было спущено на воду. Строительство вёл кораблестроитель Юргенсон. В следующем 1848 году шхуна по внутренним водным путям совершила переход из Кронштадта в Астрахань и вошла в состав Каспийской флотилии России.
В кампанию 1849 года занимала военный пост в Тюб-Караганском заливе и на Бакинском рейде, а также совершала плавания в Чёрном море.
C 1850 по 1854 год ежегодно выходила в крейсерские плавания в Каспийское море, в том числе вдоль туркменских и персидских берегов. В 1855 году подверглась тимберовке в Астрахани. В 1856 году находилась в составе Астрабадской станции. В 1857 году шхуна выходила в плавания в Каспийское море, а её командир, лейтенант В. В. Апыхтин, был награждён персидским орденом Льва и Солнца II степени. В кампанию 1858 года находилась при Ашур-аде.
В кампанию 1859 года вновь несла службу при Астрабадской станции, а 18 (30) и 19 (31) августа 1859 года оказывала содействие сухопутным войскам при взятии туркменского Чикигилярского аула, за что командир шхуны лейтенант Я. П. Сидоров был награждён орденом Святого Станислава III степени с мечами. В 1860 и 1861 годах также находилась в составе Астрабадской станции.
В кампанию 1861 года шхуна «Змея» выходила в патрулирования к персидским и туркменским берегам для охраны российских коммерческих судов, 24 июня (6 июля) того же года была исключена из списков судов флотилии.

## Командиры шхуны
Командирами парусной шхуны «Змея» в составе Российского императорского флота в разное время служили:
- лейтенант М. Л. Линицкий (1850—1851 годы)[5];
- Н. Т. Ефимов (1852—1854 годы);
- Н. М. Карелли (1856 год);
- лейтенант В. В. Апыхтин (1856—1858 годы)[8];
- лейтенант Я. П. Сидоров (1859 год)[13];
- лейтенант П. В. Федцов (1860—1861 годы)[14].